# Le Mayet-de-Montagne
Le Mayet-de-Montagne település Franciaországban, Allier megyében. Lakosainak száma 1388 fő (2022. január 1.). Le Mayet-de-Montagne Arronnes, La Chapelle, Châtel-Montagne, Ferrières-sur-Sichon, Nizerolles és Saint-Clément községekkel határos.

## Népesség
A település népességének változása:
| Lakosok száma | 1694 | 1664 | 1609 | 1477 | 1457 | 1389 | 1383 | 1384 | 1386 | 1388 |
|               | 1968 | 1982 | 1990 | 2006 | 2013 | 2015 | 2017 | 2019 | 2020 | 2022 |